# اس‌اس هلیوپلیس (۱۹۰۷)
اس‌اس هلیوپلیس (۱۹۰۷) (به انگلیسی: SS Heliopolis (1907)) یک کشتی بود که طول آن ۵۲۵٫۸ فوت (۱۶۰٫۳ متر) بود. این کشتی در سال ۱۹۰۷ ساخته شد.